# Bärsystem 2000

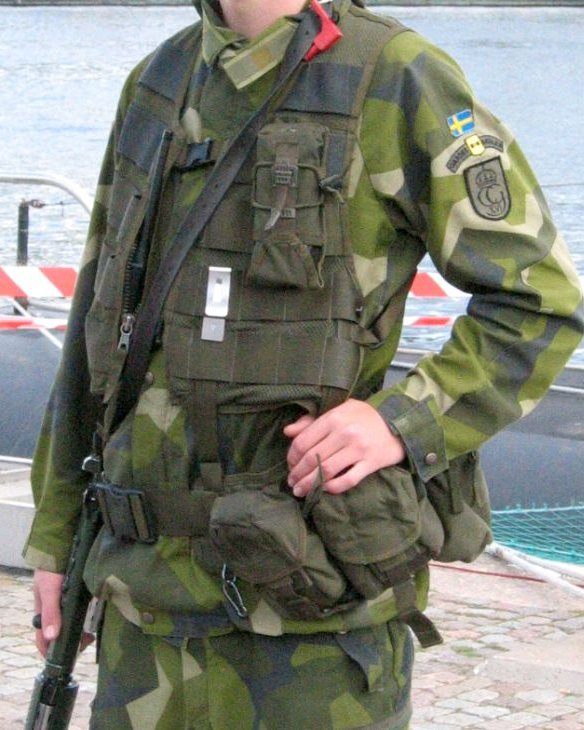
Stridsväst 2000.

Bärsystem 2000 var ett svenskutvecklat modulärt bärsystem för personlig utrustning inom Försvarsmakten, bestående av stridsväst (Stridsväst 2000), stridssäck (Stridssäck 2000) och bärsäck (Bärsäck 2000). Systemet introducerades under tidigt 2000-tal och riktades till både värnpliktiga och Hemvärnet.

## Utformning och komponenter

### Stridssäck 2000
Stridssäck 2000 är en ryggsäck som fick benämningen Stridssäck. Säcken har en intern aluminiumram och kompatibla fästanordningar med Stridsväst 2000, men saknar dragkedjeöppning i botten vilket försvårade tillgång till packningen längst ner

### Stridsväst 2000
Stridsväst 2000 är en efterföljare till stridsbältet (som i sin tur ersatte stridsselen) och infördes inom svenska försvarsmakten under början 2000-talet. 
Västen består av ett bälte, den enda delen som är storleksangiven. Själva västdelen är "one size". Till denna finns det två ammunitionsfickor, en liten flerbruksficka, två större samt en duellficka, vilken är till för att underlätta snabb omladdning i en duellsituation. Denna passar bäst för plåtmagasin eftersom plastmagasin har en tendens att fastna. På västen finns två fickor längs öppningen. I dessa kan man exempelvis lägga använda magasin. Västen knäpps med spännen på bältet och västdelen. 

## Kritik och brister
Systemet kritiserades för flera tekniska och praktiska brister:
- Stridsvästen ansågs ha dåligt (instabilt) spänne, vilket ledde till att vikt ändå bars på axlarna istället för midja.
- Vävmaterialet i Stridssäck 2000 (Sacodra 950‑polyamid) upplevdes som otillräckligt vattenavvisande under fältbruk[1].

## Fördelar och användning
Trots bristerna hade systemet vissa styrkor:
- Bra kompatibilitet mellan komponenter (väst, säck och bälte) och låg profil vid transporter.
- Lämplighet för ett dygns fältliv med minimal packning som låg i bärsäcken, vilket reducerade mängden utrustning i ryggsäcken.

## Övergång till modernare system
Med tiden ersattes Bärsystem 2000 av Bärsystem 12 (från SnigelDesign), ett mer modulärt och robust system som bättre motsvarade användarnas krav på flexibilitet, komfort och kompatibilitet med moderna utrustningsmoduler.